# Доктор Филипс (Флорида)
Доктор Филипс (енгл. Doctor Phillips) насељено је место без административног статуса у америчкој савезној држави Флорида.

## Демографија
По попису из 2010. године број становника је 10.981, што је 1.433 (15,0%) становника више него 2000. године.
| Група             | 2000.         | 2010.         |
| Белци             | 7.431 (77,8%) | 7.237 (65,9%) |
| Афроамериканци    | 291 (3,0%)    | 451 (4,1%)    |
| Азијати           | 808 (8,5%)    | 1.531 (13,9%) |
| Хиспаноамериканци | 798 (8,4%)    | 1.413 (12,9%) |
| Укупно            | 9.548         | 10.981        |